# Товар, Кристиан (футболист, 1998)
Кристиан Камило Товар Ангола (исп. Cristian Camilo Tovar Angola; род. 6 мая 1998, Вильявисенсио) — колумбийский футболист, защитник.

## Карьера

### «Депортес Толима»
Воспитанник футбольной академии колумбийского клуба «Депортес Толима». В начале 2017 года футболист стал тренироваться с основной командой клуба. Дебютировал за клуб 15 марта 2017 года в матче Кубка Колумбии против клуба «Депортес Киндио», выйдя на поле в стартовом составе. В следующем матче 19 марта 2017 года футболист дебютировал в колумбийском чемпионате против клуба «Атлетико Уила», выйдя на замену на 89 минуте. Всего за клуб сыграл в 8 матчах во всех турнирах, результативными действиями не отличившись.

### «Депортиво Пасто»
В июле 2019 года футболист перешёл в колумбийский клуб «Депортиво Пасто». Дебютировал за клуб 14 августа 2019 года в матче Кубка Колумбии против клуба «Ла Экидад», выйдя на поле в стартовом составе. Первый матч в чемпионате сыграл 19 октября 2019 года против клуба «Патриотас Бояка». На протяжении первых 2 сезонов футболист был в клубе преимущественно игроком замены, результативными действиями не отличившись. 
Новый сезон футболист начал с матча 17 января 2021 года против клуба «Ла Экидад». Начиная с данного сезона футболист стал одним из ключевых игроков колумбийского клуба. Дебютный гол за клуб забил 26 августа 2021 года в матче Кубка Колумбии против клуба «Альянса Петролера». Своим первым голом в чемпионате отличился 6 сентября 2022 года в матче против клуба «Хагуарес де Кордова». За 5 сезонов в клубе футболист провёл 120 матчей во всех турнирах, отличившись 3 забитыми голами и результативной передачей. 

### «Шериф»
В июне 2023 года футболист перешёл в молдавский «Шериф». В июле 2023 года футболист вместе с клубом отправился на квалификационные матчи Лиги чемпионов УЕФА. Дебютировал за клуб 12 июля 2023 года в матче против румынского «Фарула». В рамках второго квалификационного раунда футболист вместе с клубом уступил израильскому клубу «Маккаби» Хайфа по сумме матчей и выбыл в Лигу Европы УЕФА. Дебютный матч в молдавской Суперлиге сыграл 6 августа 2023 года против клуба «Петрокуб», выйдя на замену на 78 минуте. Дебютный гол за клуб забил 20 августа 2023 года в матче против клуба «Дачия-Буюкань». Вместе с клубом вышел в групповой этап Лиги Европы УЕФА, победив в рамках квалификаций белорусский БАТЭ и фарерский «КИ Клаксвик». Первый матч в групповом этапе Лиги Европы УЕФА сыграл 21 сентября 2023 года против итальянской «Ромы», также отличившись забитым голом. Первым своим забитым голом в основном этапе еврокубкового турнира отличился 30 ноября 2023 года в матче против пражской «Славии». По итогу группового этапа Лиги Европы УЕФА футболист вместе с клубом занял итоговое последнее место и завершил своё выступление на еврокубковом турнире.

## Международная карьера
В 2015 году в составе юношеской сборной Колумбии до 17 лет участвовал в юношеском чемпионате Южной Америки.